# هاري آدامز (لاعب كرة قاعدة)
هاري آدامز (بالإنجليزية: Harry Adams)‏ هو لاعب كرة قاعدة أمريكي، ولد في 1863 في فيلادلفيا في الولايات المتحدة، وتوفي بنفس المكان في 1 يوليو 1941.